# Massacre de Khatín
|  | No s'ha de confondre amb Massacre de Katin. |

La Massacre de Khatín (en belarús i idioma rus: Хаты́нь) es va perpetrar en un poble de 26 cases i 156 habitants de Belarús, al Raió de Lagoysk, a la Província de Minsk, a 50 km de Minsk. El 22 de març de 1943 tota la població del llogaret va ser massacrada pel 118.º batalló nazi de la Schutzmannschaft, format al juliol de 1942 a Kíev i compost principalment de col·laboradors nacionalistes ucraïnesos que procedien de l'oest d'Ucraïna, hiwis i el batalló especial Dirlewanger de les Waffen-SS.

## Història
L'ocupació de Belarús per l'Alemanya nazi formà part de l'Operació Barbarroja amb la que Hitler pretenia ocupar la Unió Soviètica d'Stalin. Durant els tres anys (1941 – 1944) que Belarús va estar sota el domini nazi es va imposar un règim del terror, molts civils van ser deportats i pobles sencers van ser destrossats i els seus habitants assassinats. Un dels pobles que va patir la crueltat nazi va ser Khatín. El 22 de març de 1943 un comboi alemany va ser atacat a 6 quilòmetres del poble i un soldat alemany va morir. La mort d'aquell soldat va marcar el destí de tot el poble. El mateix dia els nazis van entrar a Khatín i van cremar vius homes, dones i nens.
La massacre no va ser un incident inusual a Belarús durant la Segona Guerra Mundial. Almenys 5.295 assentaments belarussos van ser cremats i destruïts pels nazis, i amb freqüència tots els seus habitants van ser assassinats (en alguns assentaments van perir fins a 1 500 víctimes) com a càstig per col·laborar amb els partisans. Khatín es va convertir en un símbol de tots aquests pobles. A la Província de Vítsiebsk, 243 llogarets van ser cremats dues vegades, 83 llogarets en tres ocasions i 22 llogarets van ser incendiats quatre o més vegades. A la regió de Minsk, 92 llogarets van ser cremats dues vegades, 40 llogarets en tres ocasions, nou llogarets quatre vegades, i sis llogarets cinc o més vegades. En total, més de dos milions de persones van morir a Belarús durant els tres anys d'ocupació nazi, gairebé una quarta part de la població del país.

## Memorial

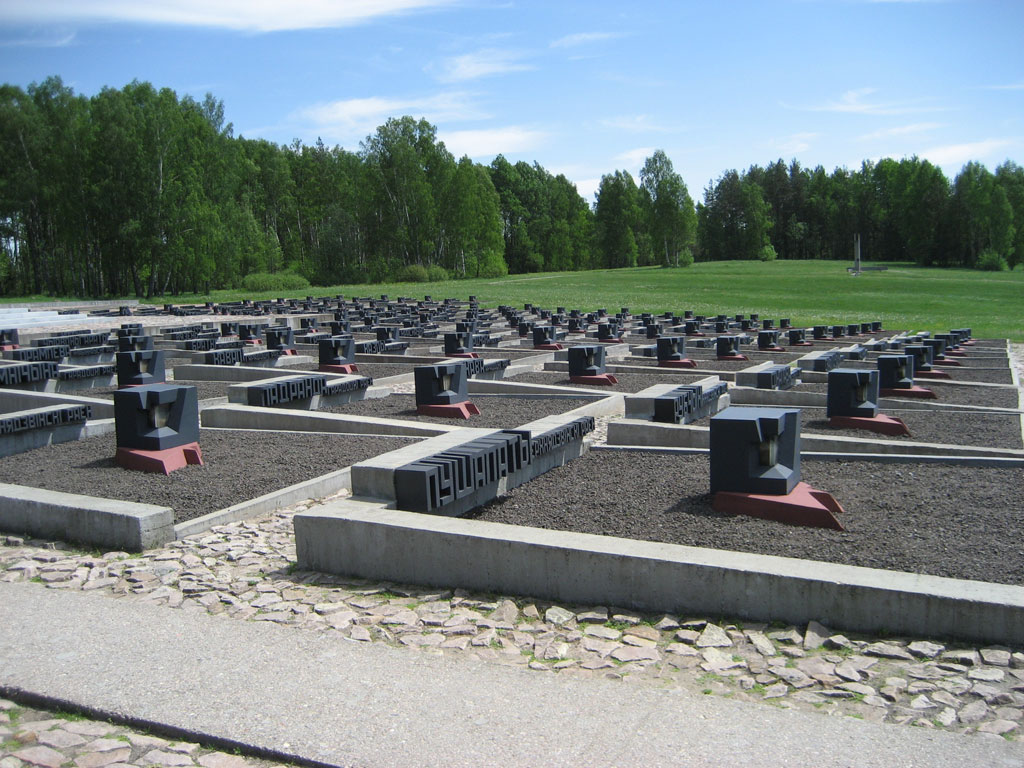

L'any 1966 el Comitè Central del Partit Comunista de Belarús va prendre la decisió de crear un complex commemoratiu a Khatín en memòria dels milers de pobles belarussos que van ser destruïts pels nazis durant la Segona Guerra Mundial i la gran quantitat de ciutadans belarussos que van perdre la vida durant el conflicte. El complex va ser oficialment inaugurat l'any 1969. Ideat pels arquitectes Y. Gradov, V. Zankovich, L. Levin i l'escultor S. Selikhanov, mostra d'una forma original i sensible els tràgics fets que van passar en aquell espai. Actualment el Complex Commemoratiu Estatal de Khatín és un símbol del moviment antibèl·lic i un espai de memòria visitat per milers de persones de tot el món.